# Andrzej Łapicki
Andrzej Łapicki (11. listopadu 1924 – 21. července 2012) byl polský herec a divadelní režisér. Rovněž byl také jedno volební období poslancem Sejmu po polských volbách v roce 1989.

## Život
Narodil se Žofii a Borysi Łapickému. Jeho otec byl profesor a docent římského práva na univerzitách v Saratově a Jaroslavli. Když rodina v roce 1922 opustila sovětské Rusko, odcestovala přes Lotyšsko, kde se Andrzej narodil. Následně cestovali přes Litvu až do Polska. Zde on sám později učil na Varšavské a Lodžijské univerzitě. Jeho rodina udržovala úzké kontakty s částí rodiny, která zůstala v Lotyšsku.
Hrál v několika polských divadlech. Jako herci a režisérovi mu bylo blízké zejména dílo polského komedianta Aleksandra Fredry. Byl pedagogem a později rektorem Národní akademie dramatických umění ve Varšavě.
Byl dvakrát ženatý. Jeho první manželství se Zofií Chrząszczewskou trvalo od roku 1947 do její smrti v roce 2005. V roce 2009 se pak oženil s teatroložkou Kamilou Mścichowskou, s níž zůstal až do své smrti.
V posledních letech svého života psal do polského tisku, kde velmi vřele popisoval své vzpomínky na dětství v Lotyšsku.